# Охрже
Охрже (на чешки: Ohře, среща се и като Ohara, Oharka; на немски:  Eger) е река в Германия (провинция Бавария) и Чехия (Карловарски и Устецки край), ляв приток на Лаба. Дължина 316 km, площ на водосборния басейн 5614 km².

## Етимология
С името на реката е свързана чешка игра на думи, че Охрже е наречена така заради река Тепла (което означава „топла“ на чешки) – „ohřát“ означава „да се стопля, да се огрея“. Все пак, действителният произход на името, което също е показано и в немското име на реката, идва от келтски език, от думата Agara. Записите показват името като Agara, Agira, Agra през 9 век, Egire, Egra или Ogra през 11 век и Eger през 1472 г.
Друго мнение, не толкова популярно, гласи, че името има още по-стар, докелтски произход и означава „пъргава, бърза, жива“.

## Географска характеристика
Река Охрже води началото си под имего Егер, на 752 m н.в., от планината Фихтелгебирге, на 2 km югозападно от град Вайсенщат, в северната част на провинция Бавария. По цялото си протежение тече в посока изток-североизток. На германска територия е типична планинска река с тясна и дълбока долина и бързо течение. След навлизането си в Чехия, вече под името Охрже, долината ѝ значително се разширява (до 5 – 6 km) и тече между планината Крушне хори (Рудни планини) на север и Карловарските възвишения на юг. При град Жатец излиза от къс, но живописен пролом и до устието си тече през хълмиста равнина с бавно и спокойно течение. Влива се отлява в река Лаба, на 144 m н.в., срещу град Литомержице, разположен на десния бряг на Лаба.
Водосборният басейн на Охрже обхваща площ от 5614 km², което представлява 3,79% от водосборния басейн на Лаба. На територията на Чехия се намират 82,14% от водосборния ѝ басейн, а в Германия – 17,86%. Речната ѝ мрежа е двустранно развита, но десните ѝ притоци за разлика от левите са по-дълги. На север и юг водосборният басейн на Охрже граничи с водосборните басейни на реките Зале, Вълтава и други по-малки, леви притоци Лаба, на югозапад – с водосборния басейн на река Дунав (от басейна на Черно море), а на запад – с водосборния басейн на река Рейн (от басейна на северно море).
Основни притоци:
- леви – Сватава (30 km, 291 km²), Ролава (37 km, 137 km²), Бистршице (30 km, 164 km²), Хомутовка (50 km, 186 km²);
- десни – Одрава (58 km, 498 km²), Тепла (65 km, 385 km²), Блашанка (49 km, 483 km²).

Охрже има смесено снежно-дъждовно подхранване с повишено пролетно пълноводие в резултат от снеготопенето и слабо изразено лятно маловодие. Среден годишен отток в средното течение 38 m³/sec.

## Стопанско значение, селища
В горното течение над град Хеб е изграден язовирът „Скалка“, а в средното над град Жатец – „Нехранице“, водите на които се използват за производство на електроенергия, а през лятото за напояване. Долината на реката е гъсто заселена, като най-големите селища са градовете: Хеб, Соколов, Локет, Карлови Вари, Кадан, Жатец, Лоуни, Терезин.
- Изворът на Охрже
- Охрже под замъка Локет в Чехия
- Вливането на Охрже (дясно) в Елба